# Květa Legátová
Květa Legátová, född Věra Hofmanová 3 november 1919 i Podolí i nuvarande Tjeckien, död 22 december 2012, var en tjeckisk författare. Hon utbildade sig till lärare i Brno och arbetade som detta i en by i Mähren, nära gränsen till Slovakien. 2002 tilldelades hon tjeckiska statens litteraturpris.
Novellsamlingen Želary och romanen Hana och Joza utgör grunden för filmen Želary som 2004 tilldelades en Oscar för bästa icke-engelskspråkiga film.